# Коперниця (річка)
Коперниця (словац. Kopernica) — річка в Словаччині; ліва притока Лутильського потоку довжиною 20.5 км. Протікає в окрузі Ж'яр-над-Гроном.
Витікає в масиві Втачник на висоті 720 метрів. Протікає територією сіл Ловчиця-Трубін; Лутіла; Ладомерська Вєска; Кунешов і міста Ж'яр-над-Гроном.
Впадає у Лутильський потік на висоті 247 метрів.